# Boehmer (Familie)
Böhmer oder Boehmer ist der Name von zahlreichen Familienstämmen in Deutschland, von denen aber nur einige miteinander verwandt sind. Die hier beschriebene Familie hat ihren Ursprung in den Räumen Göttingen, Halle an der Saale, Berlin und Hannover und kann bis in die Zeit um 1550 zurückverfolgt werden.
Die ursprüngliche Schreibweise ihres Namens war zunächst Böhmer, lediglich in nicht-deutschen Texten wurde mehrheitlich Boehmer verwendet. Die Nachkommen der nicht in den erblichen Adelsstand erhobenen Linien blieben bei Böhmer. Unter den Nachkommen von Justus Henning Friedrich von Böhmer (1807–1867) dagegen setzte sich ab Einführung der standesamtlichen Vorschriften von 1875 die Schreibweise von Boehmer durch.
Die Familie hat im Laufe ihrer Geschichte zahlreiche herausragende Persönlichkeiten hervorgebracht. Darüber hinaus wurden zwei Linien der Familie im Jahr 1743 bzw. 1770 durch Friedrich den Großen in den erblichen Adelsstand erhoben. Im 18. und 19. Jahrhundert gehörten Zweige der Familie zu den so genannten Hübschen Familien in Kurhannover und im frühen Königreich Hannover.
Die Familie ist u. a. verschwägert mit den Familien von Ditfurth, von Görzke, von Kalckreuth, Müller-Hillebrand, Poensgen, Rennie, von der Ropp, von Saldern, Stahl und Torhorst.

## Herkunft

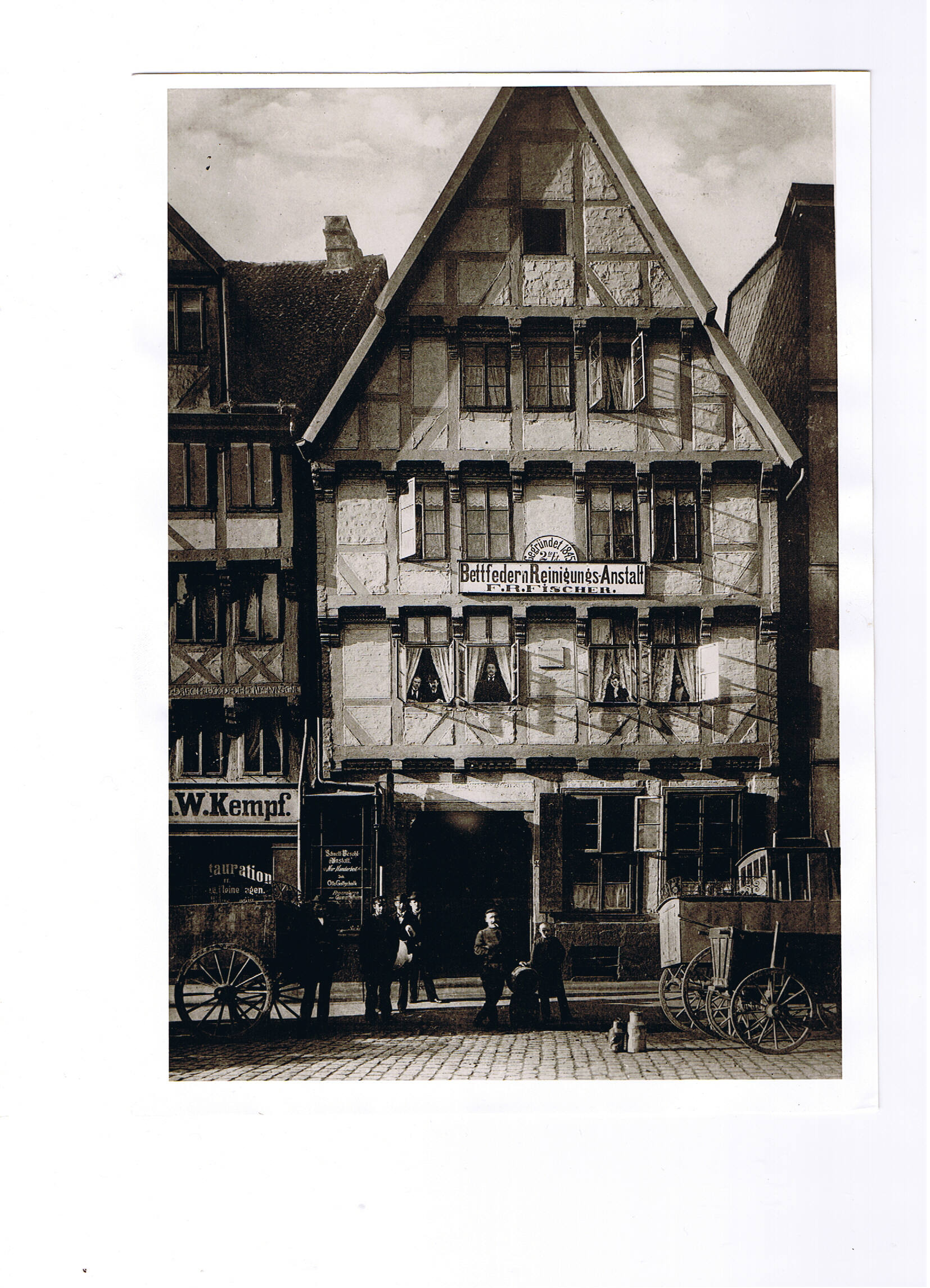
Wohnhaus Valentin Böhmer,
Osterstraße 46, in Hannover

Woher die ersten Vorfahren kamen, ist nicht einwandfrei geklärt. Sie könnten aus Böhmen eingewandert bzw. infolge der Hussitenkriege von 1419 bis 1439 von dort geflüchtet sein. So verweist Linda Maria Koldau im Artikel über Maria Magdalena Böhmer in ihrem Buch: Frauen – Musik – Kultur auf Seite 406, darauf hin, dass die Familie von böhmischen Glaubensflüchtlingen (Exulanten) abstamme. Ähnlich sieht der Genealoge F. Nagel die Herkunft der Familie darin begründet, dass der erste urkundlich belegte Urahn Hans Behmer (um 1530–vor 1615) mit dem Heer des sächsischen Kurfürsten Moritz im Verlauf des Schmalkaldischen Krieges in die Magdeburger Gegend gelangt sein müsse und 1551 an der Belagerung der Elbestadt teilgenommen haben könnte.
Die urkundlich gesicherten Vorfahren der Familie nannten sich demnach anfangs „Behme“ oder „Behmer“, später Böhmer und Boehmer. Der erste nachgewiesene Ahnherr ist der zuvor erwähnte Hans Behmer, von Beruf Ackermann, welcher um 1565 den Hof des Heine Öltze in Bornstedt, eventuell durch Einheirat, erwarb und mit diesem Gut von der Dompropstei Magdeburg belehnt wurde. Sein Sohn Joachim (um 1570–vor 1636) erwarb als Ackermann ein Gut in Groppendorf und war dort auch Kirchenvorsteher. Dessen Sohn, Andreas Behmer (1598–1643), zog am Ende des Dreißigjährigen Krieges (1618–1648) von Groppendorf nach Helmstedt.
Bereits sein Sohn Valentin Böhmer (1634–1704) genoss eine juristische Ausbildung und brachte es zum kaiserlichen Notar und Rechtskonsulenten. Er stieg damit ins Bildungsbürgertum auf. In Hannover lebte er unter anderem in einem Fachwerkhaus in der Osterstrasse 46, das im Zweiten Weltkrieg zerstört wurde. Seit 1873 befand sich dort eine Gedenktafel mit dem Hinweis, dass in diesem Hause sein Sohn, der Rechtsgelehrte Justus Henning Böhmer, am 29. Januar 1674 geboren wurde. Seit Valentin Böhmer entschieden sich zahlreiche Nachkommen für eine juristische Laufbahn und bekleideten dabei oftmals hochrangige Ämter. So finden sich in den Stammtafeln der Familie mit aktuell 383 nachgewiesenen Personen mehr als 27 Professoren und/oder Doktoren des Rechtes sowie sonstige Rechtsgelehrte, 11 Professoren und/oder Doktoren der Medizin, neun hochrangige Militärdienstgrade, ansonsten Gutsbesitzer, Ingenieure und Kaufleute.

## Justus Henning Böhmer und seine Nachkommen

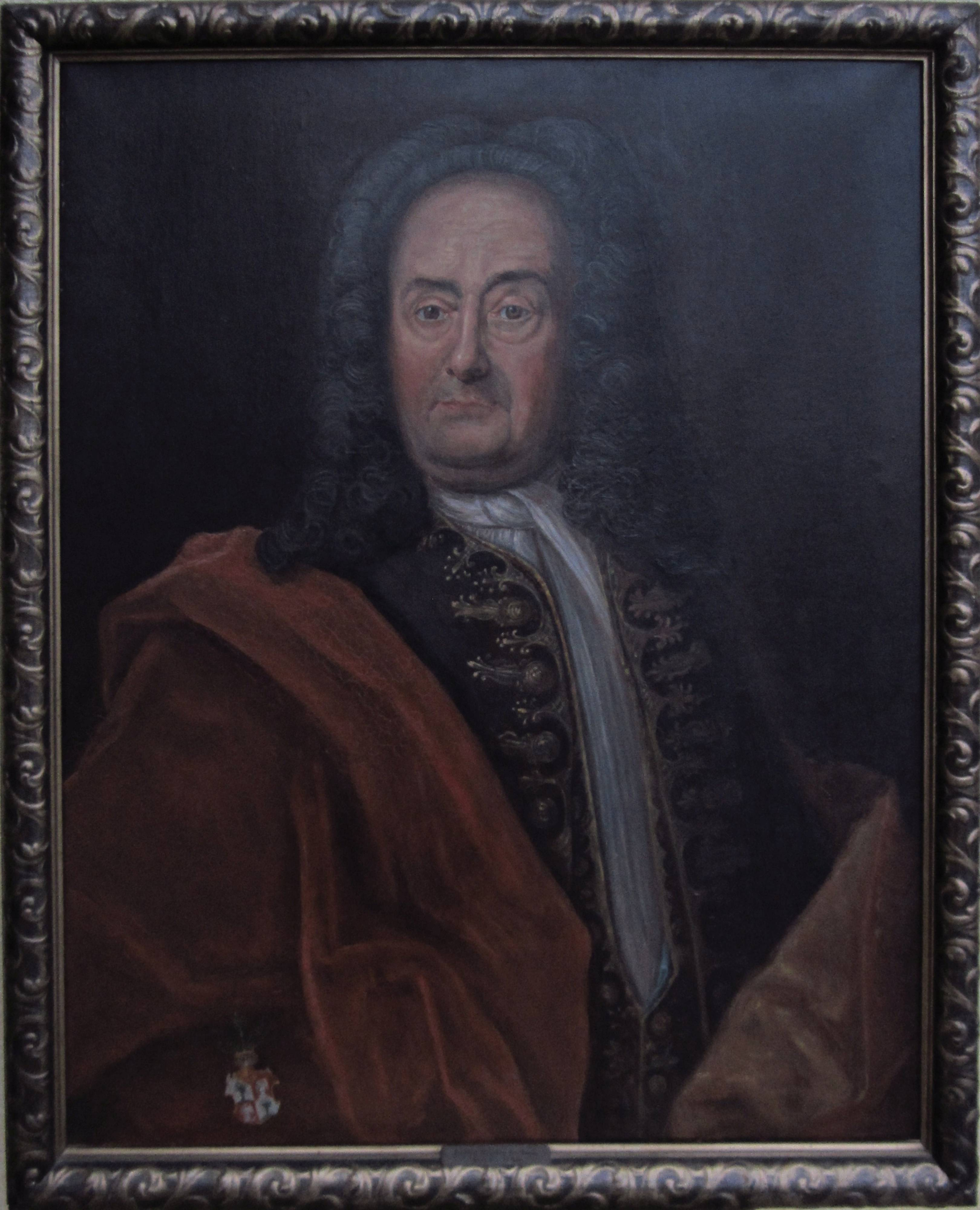
Justus Henning Böhmer
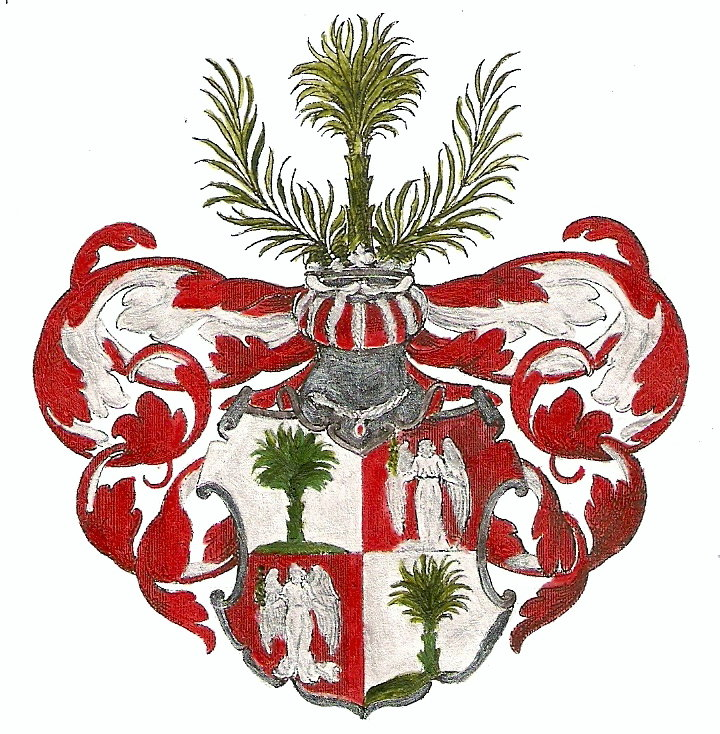
Wappen Justus Henning Böhmer

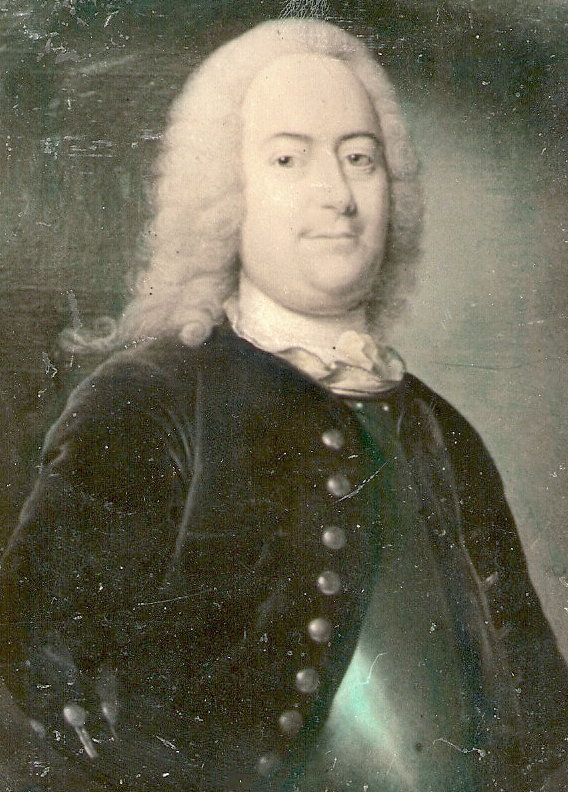
Karl August von Böhmer
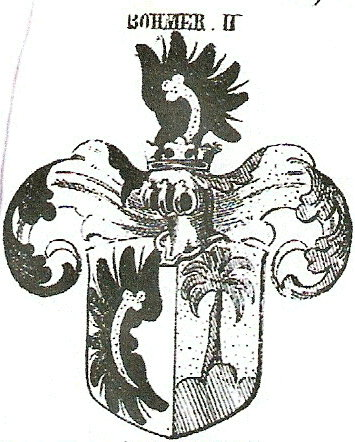
Wappen Karl August von Böhmer

So war schon Valentins Sohn, Justus (Jobst) Henning Böhmer, einer der bedeutendsten Rechtsgelehrten seiner Zeit. Er wurde Juraprofessor, Hofpfalzgraf, Geheimer Rat, Regierungskanzler des Herzogtum Magdeburgs und Ordinarius der juristischen Fakultät der 1694 gegründeten Universität Halle an der Saale, der heutigen Martin-Luther-Universität. In seiner Jugend dichtete er eine Reihe noch heute verwendeter Kirchenlieder.
Von seinen vier Söhnen wurden Johann Samuel Friedrich von Böhmer, Kgl. preuß. GehRat, Professor der Rechte und Direktor der Brandenburgischen Universität Frankfurt, sowie Karl August von Böhmer, Kgl. preuß. GehRat und Präsident der OAmtsReg in Glogau/Schlesien auf Grund ihrer Verdienste von Friedrich dem Großen am 8. März 1770 bzw. 12. Oktober 1743 in den erblichen preußischen Adelsstand erhoben. In dieser Zeit entstanden somit nicht geadelte und erbrechtlich geadelte Nachkommenslinien. Da der einzige Sohn von Karl August von Böhmer bereits im ersten Lebensjahr verstarb, ist dessen Adelslinie im Mannesstamm erloschen. Die derzeit lebenden adeligen Namensträger stammen daher alle ausschließlich von Johann Samuel Friedrich von Böhmer ab.
Zu den ersteren nicht geadelten Linien gehörten beispielsweise Philipp Adolph Böhmer, Professor für Anatomie und Leibarzt König Friedrich Wilhelms II., sowie Georg Ludwig Böhmer, Professor für Straf- und Kirchenrecht. Zu dessen Kindern gehörten Georg Wilhelm Böhmer, der zunächst Privatdozent für Theologie in Göttingen war, dann linksrheinischer Jakobiner und Mitgründer der Mainzer Republik wurde. Von 1795 bis 1807 hatte er in Paris unter dem Pariser Directorium und unter Napoleon Bonaparte verschiedene Ämter inne und war anschließend im napoleonischen Königreich Westphalen als Friedensrichter und Polizeikommissar eingesetzt und starb schließlich wieder in Göttingen als Privatdozent für Rechtskunde. Ferner dessen Bruder Johann Franz Wilhelm Böhmer (1754–1788), Amts- und Bergarzt, erster Ehemann der Schriftstellerin Caroline Michaelis und Vater ihrer Tochter Auguste Böhmer (1785–1800), von der allerdings auf Grund biografischer Indizien auch vermutet wurde, dass sie eine uneheliche Tochter von Johann Wolfgang von Goethe sein könnte. Zu den Nachkommen des „Jakobiners“ Georg Wilhelm Böhmer zählt unter anderem dessen Enkel Carl Claus Ludwig Böhmer (* 1858), das fünfte Kind von Georg Friedrich August Boehmer (1819–1868), der von  1889 bis 1895 Leiter des Heims für weibliche Jugendliche und Frauen „Asyl am Neuendeich“ bei Glückstadt war. Von den Nachkommen des Straf- und Kirchenrechtlers Georg Ludwig Böhmer wanderten die Urenkel Gustav Boehmer (1858–nach 1914) und Georg Boehmer (1866–1942) von Hameln in der Auswanderungswelle der 1880er Jahre in die USA aus. Der ältere musste vor 1887 in eine Nervenheilanstalt bei Cincinnati aufgenommen werden, wo er nach 1914 verstarb, der jüngere kehrte 1911 nach Deutschland zurück, verarmte und starb 1942 in Herford.

## Der Zweig Johann Samuel Friedrich von Böhmer

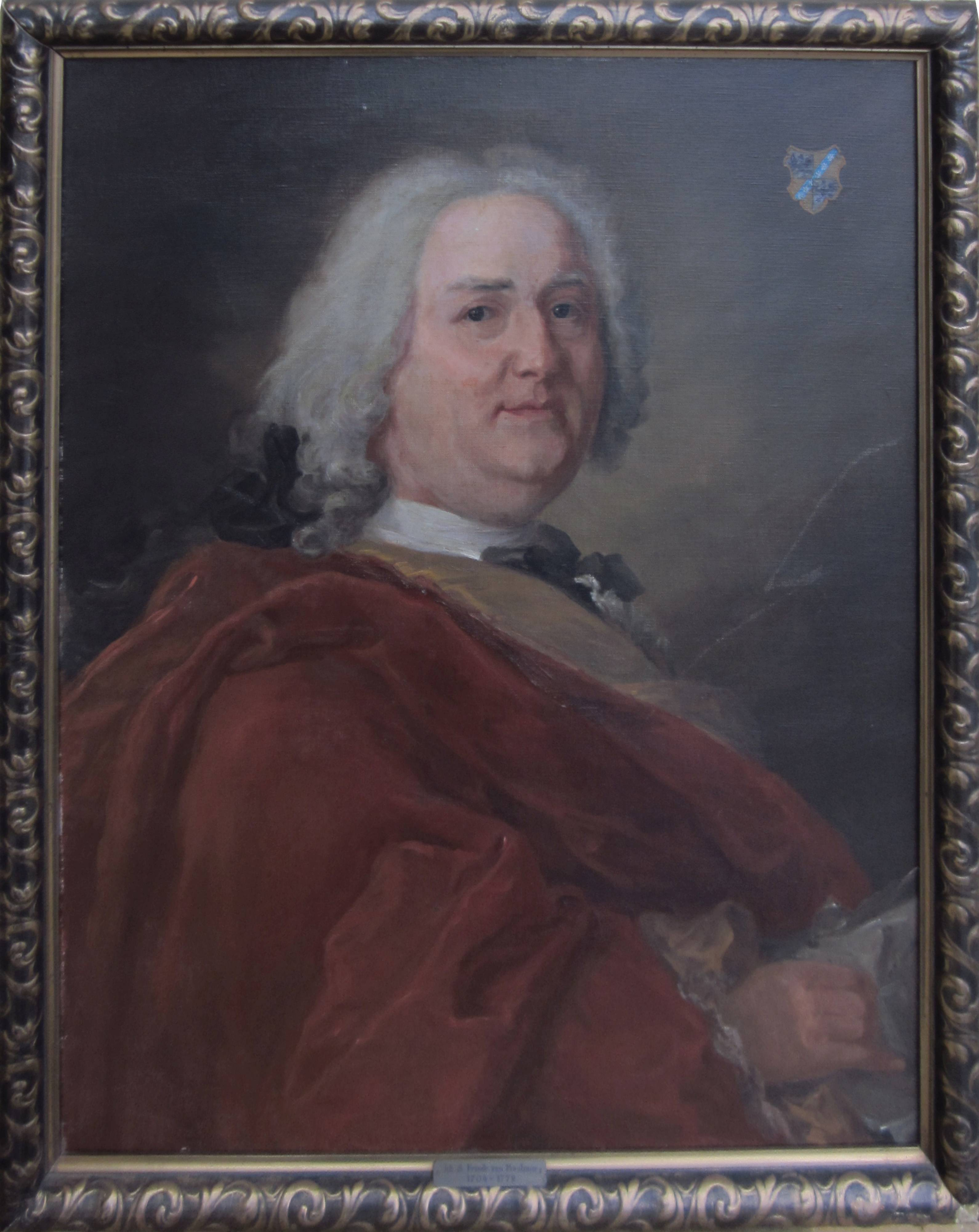
Johann Samuel Friedrich von Böhmer
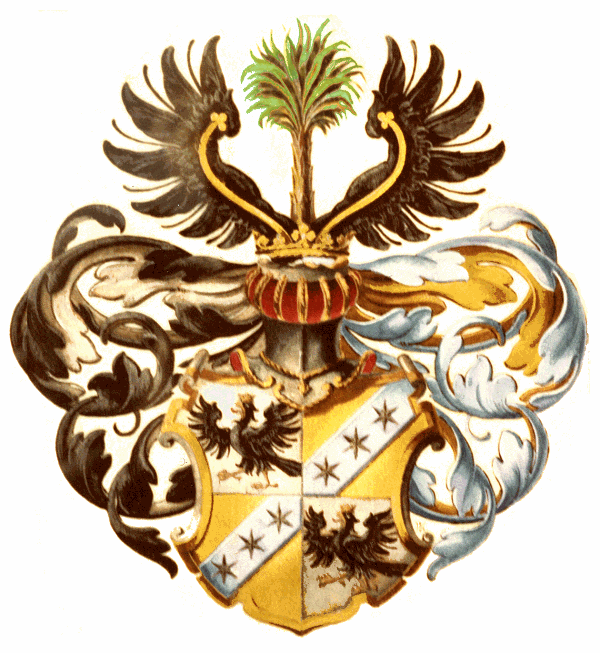
Wappen Johann Samuel Friedrich von Böhmer

Johann Samuel Friedrich von Böhmers Sohn Georg Friedrich von Böhmer wurde durch Friedrich den Großen zum Legationssekretär am Hofe Kaiser Josephs II. in Wien ernannt und vertrat Preußen im Immerwährenden Reichstag in Regensburg und an den Höfen mehrerer Fürstentümer des Heiligen Römischen Reichs Deutscher Nation. Zu seinen Nachkommen gehören aus jüngerer Zeit die Brüder Bruno von Boehmer, Ingenieur und Schöpfer der kommunalen Wasserversorgung in Rheinhessen, und Hugo Erich von Boehmer, Ingenieur, Geheimer und Oberregierungsrat beim Reichspatentamt sowie Genealoge. Durch Hugo Erichs Frau Ellinor Seliger (1868–1954), Urenkelin des Predigers Johann Gotthilf Seliger und Tochter des Gutsbesitzers und Kammergerichtsrefendars Carl Gustav Albert Seliger (1829–1901) und der Mary Barbara Rennie (1836–1920), letztere Schwester der schottischen Schriftstellerin Eliza Rennie, stammen alle deren Nachkommen über die schottische Familie Rennie aus Kilsyth in gerader Linie unter anderem von William Bradford ab, der 1620 zusammen mit den Pilgrim Fathers auf der Mayflower nach Plymouth (Massachusetts)/USA auswanderte. Durch diese Verbindung sind diese ebenso wie auch alle anderen Nachkommen der Pilgrim Fathers berechtigt, die Mitgliedschaft in der renommierten General Society of Mayflower Descendants in den USA zu erlangen.
Einer der Söhne von Hugo Erich von Boehmer war Hasso von Boehmer, Oberstleutnant im Generalstab und Widerstandskämpfer im Dritten Reich, hingerichtet am 5. März 1945 in Berlin-Plötzensee; einer dessen Söhne wiederum ist der Immunologe Harald von Boehmer, Professor an der Harvard-Universität. Die beiden anderen Söhne von Hugo Erich von Boehmer waren Henning und Thilo von Boehmer. Dessen ältester Sohn Henning von Boehmer war Geschäftsführer des Wirtschaftsrates der CDU e. V. und Generalsekretär der International Chamber of Commerce – Germany (ICC). Weitere bekannte Familienmitglieder sind der Botschafter a. D. Götz von Boehmer und der Jurist Hartmut von Boehmer.

## Genealogische Übersicht
- Maria Magdalena Böhmer (1669–1743); Kirchenlieddichterin und Mitglied der Herrnhuter Brüdergemeine
- Justus Henning Böhmer (1674–1749);  Rechtswissenschaftler und Kirchenrechtsgelehrter sowie Regierungskanzler des Herzogtums Magdeburg ⚭ Eleonore Rosine Stützing (1679–1739), Tochter des Kämmereisekretärs und Pfänners Johann Gotthilf Stützing (1647–1700)
  - Johann Samuel Friedrich von Böhmer (1704–1772); Rechtswissenschaftler und Strafrechtler ⚭ Catharina Charlotte Stahl (1717–1784), Tochter des Hofrates und königlichen Leibarztes Georg Ernst Stahl (1659–1734)
    - Georg Friedrich von Böhmer (1739–1797); Diplomat im Dienste Preußens ⚭ Johanna Rosina Kleinert (1756–1821), Tochter des Rittergutsbesitzers und Herrn auf Niedersiegersdorf/Landgemeinde Nowogrodziec  Caspar Gottfried Kleinert (1702–1759)
      - Johann Philipp Friedrich von Böhmer (1775–1841); Königlich preußischer Premierleutnant ⚭ Bernhardine Charlotte Elisabeth von Saldern (1774–1834), Tochter des Herrn auf Plattenburg Hans Georg Friedrich von Saldern (1732–1780)
        - Justus Henning Friedrich von Böhmer (1807–1867); Königlicher Kreisgerichtsrat ⚭ Friederike Auguste von Görtzke (1823–1866), Tochter des Kgl. Preuß. Oberst Friedrich von Görtzke (1757–1835)
          - Hugo Erich von Boehmer (1857–1939); Ingenieur und Patentanwalt ⚭ Ellinor Seliger (1868–1954), Tochter des Gutsbesitzers und Kammergerichtsreferendars Carl Gustav Albert Seliger (1829–1901)
            - Henning von Boehmer (1903–1987); Unternehmer und Rechtsanwalt ⚭ I. Hanna Hugenberg (1901–1982), Tochter des Medienunternehmers und Reichsministers Alfred Hugenberg; II. Birute Baronesse von der Ropp (1917–2011), Tochter des Friedrich von der Ropp (1879–1964), Hüttendirektor, Schriftsteller sowie Mitbegründer und Leiter der "Baltischen Brüderschaft", einer Vorläuferorganisation des heutigen Brüderlichen Kreises.
              - Götz von Boehmer (1929–2019); Jurist und Botschafter a. D. ⚭ Freda Baronesse von Haaren (1935–2003)

            - Hasso von Boehmer (1904–1945); Oberstleutnant im Generalstab und mitbeteiligt am militärischen Widerstand gegen das NS-Regime ⚭ Käthe Torhorst (1911–2019), Tochter des Wuppertaler Mediziners Hermann Torhorst und Nichte der Politikerin und Pädagogin Marie Torhorst
              - Harald von Boehmer (1942–2018); Biologe, Immunologe und Professor für Pathologie an der Harvard Medical School ⚭ Monica Hilbenz (* 1946)

            - Thilo von Boehmer (1911–1997);  Unternehmer, Rechtsanwalt und Leitender Regierungsdirektor ⚭ I. Brigitte Maria Barbara Poensgen (1922–1986), Tochter des Industriellen Helmuth Poensgen; II. Gisela Rombolotto geb. Hornemann (1914–2002)
              - Henning von Boehmer (* 1943);  Wirtschaftsjurist, Autor und Journalist ⚭ Claudia von Waldthausen, geb. Fink (* 1959)

          - Bruno von Boehmer (1866–1943); Wasserbau-Ingenieur und Baubeamter ⚭ Maria Carolina Fischer (1871–1964), Tochter des Gutsbesitzers Philipp Fischer

      - Karl Friedrich Wilhelm von Böhmer (1783–1814); preußischer Kapitän und Kompaniechef sowie Träger des Ordens Pour le Mérite

  - Karl August von Böhmer (1707–1748); preußischer Verwaltungs- und Kirchenjurist sowie Oberamtspräsident von Glogau ⚭ Sophia Elisabeth Amalie von Kalckreuth (1727–1793), Tochter des Gutsbesitzers auf Ober- und Niedersiegersdorf Hans Ernst von Kalckreuth
  - Georg Ludwig Böhmer (1715–1797); Rechtswissenschaftler und Universitätsprofessor für Straf- und Kirchenrecht ⚭ Henriette Elisabeth Philippine Mejer (1734–1796), Tochter des Geheimsekretärs bei der deutschen Kanzlei in London Johann Friedrich Mejer (1705–1769).
    - Johann Friedrich Eberhard Böhmer (1753–1828); Rechtswissenschaftler und Hochschullehrer an der Universität Göttingen ⚭ Dorothea Elisabeth Busse (1760–1803)
    - Johann Franz Wilhelm Böhmer (1754–1788); Stadtphysikus und Bergarzt ⚭ Caroline Michaelis, Tochter des Orientalisten und Theologen Johann David Michaelis
    - Georg Wilhelm Böhmer (1761–1839); Theologe und Kirchenrechtsgelehrter, Mainzer Jakobiner und Mitbegründer der Mainzer Republik ⚭ I. Juliane von Mußig, II. Valentine Veronica Benzrath, III. Charlotte Bacmeister, Tochter des Amtmanns in Altkloster Johann Christian Bacmeister (1741–1803) aus der Hannoverschen Linie der Familie Bacmeister

  - Philipp Adolph Böhmer (1711–1789); Medizinprofessor und Anatom ⚭ Johanna Dorothea Naumann (1718–1761), Tochter des Gerichtsherrn und Pfänners Johann Christoph Naumann